# Shin Megami Tensei IV: Apocalypse
Shin Megami Tensei IV: Apocalypse, i Japan känt som Shin Megami Tensei IV: Final (真・女神転生IV FINAL?  "Den sanna gudinnans återfödelse IV: Slutlig"), är ett datorrollspel som utvecklades av Atlus. Det gavs ut till Nintendo 3DS den 10 februari 2016 i Japan, och planeras ges ut Q2/Q3 2016[uppföljning saknas] i Nordamerika. Spelet är en del av spelserien Shin Megami Tensei, som är en del av den större serien Megami Tensei, och är en uppföljare till Shin Megami Tensei IV.
Spelet utspelar sig i Tokyo "år 203X" efter ett krig mot gudar. Demoner och änglar styr över människor, och det är ont om resurser. Huvudpersonen blir dödad av en demon, men återvänder till de levandes värld och får förmågan att frambesvärja demoner efter att ha mött demonen Daguza i underjorden. Flera figurer från Shin Megami Tensei IV återvänder i Apocalypse, däribland Navarre, Merkaba, Lucifer och Medusa. Spelaren deltar i strider, och får hjälp av partnar som alla har olika förmågor. Efter hand som spelaren och partnarna deltar i strider utvecklas de, och lär sig nya förmågor.
I spelets utvecklingsteam ingår producenten Kazuyuki Yamai; regissören Satoshi Oyama, som var huvudprogrammerare för flera tidigare Megami Tensei-spel; figurdesignern Masayuki Doi; kompositören Ryota Koduka; och Kazuma Kaneko, som planerar spelets miljö. Ursprungligen planerade Atlus en uppdaterad version av Shin Megami Tensei IV, men då utvecklingsteamet hade många idéer valde de istället att utveckla ett nytt spel. När spelet tillkännagavs i oktober 2015 var utvecklingen 90% färdig.

## Spelupplägg
Shin Megami Tensei IV: Apocalypse är ett datorrollspel. Spelaren kan välja ut partnar från ett antal vänliga figurer, som hjälper spelaren under varje omgång av spelets strider. De olika figurerna har alla egna förmågor: exempelvis har figuren Asahi ett fokus på helning, medan Navarre har support-magi och attack-föremål. Både spelarfiguren och partnarna utvecklas genom strider: exempelvis lär sig Asahi att hela statusproblem efter att hennes nivå har ökat. Spelet inkluderar omkring 450 olika demoner.

## Handling

### Miljö och figurer
Spelet är en uppföljare till Shin Megami Tensei IV, och utspelar sig i samma värld, men i en annan miljö och annan tidsperiod. Det utspelar sig i Tokyo "år 203X", åratal efter ett krig mot gudar. Folket i Tokyo slåss om, och dödar varandra över, de begränsade resurser som finns kvar, och styrs av de demoner och änglar som står överst i näringskedjan. Spelets huvudperson är en femtonårig pojke som är lärjunge för organisationen Ningai Hunters; under ett uppdrag blir han dödad av en demon, och hamnar i underjorden. Han möter där demonen Daguza, som låter honom återvända till de levandes värld i utbyte mot att han blir Daguzas "gudamördare" - ett levande vapen med förmågan att frambesvärja och kontrollera demoner.
Bland andra figurer finns Asahi, en femtonårig flicka som är huvudpersonens barndomsvän och också är med i Ningai Hunters. Flera figurer som tidigare framträdde i Shin Megami Tensei IV framträder även i Shin Megami Tensei IV: Apocalypse: Navarre, som möter huvudpersonen efter att ha dött och inte funnit frid i livet efter detta; och Merkaba, Lucifer och Medusa. Spelets handling förgrenar sig och har flera olika slut.

## Utveckling

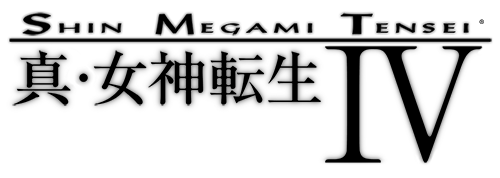
Ursprungligen planerade Atlus en uppdaterad version av Shin Megami Tensei IV, men de valde att istället utveckla ett nytt spel.

Spelet produceras av Kazuyuki Yamai och regisseras av Satoshi Oyama; Oyama hade tidigare varit huvudprogrammerare för Shin Megami Tensei III: Nocturne, Shin Megami Tensei IV och Shin Megami Tensei: Digital Devil Saga. Spelets figurer designas av Masayuki Doi, musiken komponeras av Ryota Koduka, och miljön planeras av Kazuma Kaneko. Ett av spelets nyckelord är "gudamord". Atlus lyssnade på feedback från personer som hade spelat Shin Megami Tensei IV, och gjorde om eller förbättrade flera aspekter av spelupplägget i Shin Megami Tensei IV: Apocalypse, däribland konversationer med demoner. De har som mål att även personer som inte har spelat Shin Megami Tensei IV ska kunna uppskatta spelet.
Ursprungligen planerade Atlus att göra en Maniax-version av Shin Megami Tensei IV - det vill säga en uppdaterad version med bland annat nya dungeons, men då utvecklingsteamet hade många idéer och koncept bestämde de sig för att utveckla ett nytt spel istället. Atlus tillkännagav spelet i oktober 2015 som en del av en Twitter-kampanj; vid den tidpunkten var utvecklingen 90% färdig.

## Lansering
Spelet lanserades den 10 februari 2016 till Nintendo 3DS i Japan, och planeras ges ut Q2/Q3 2016 i Nordamerika.[uppföljning saknas]